# 1970년 미국 상원의원 선거
1970년 미국 상원의원 선거는 1970년 11월 3일 미국에서 치러진 상원의원 선거다.

## 선거 결과
| 정당       | 선거결과 | 의석 수 |
| ---------- | -------- | ------- |
| 민주당     | 22석     | 54석    |
| 공화당     | 11석     | 44석    |
| 뉴욕보수당 | 1석      | 1석     |
| 무소속     | 1석      | 1석     |